# 邦杜庫省
8°2′N 2°48′W / 8.033°N 2.800°W

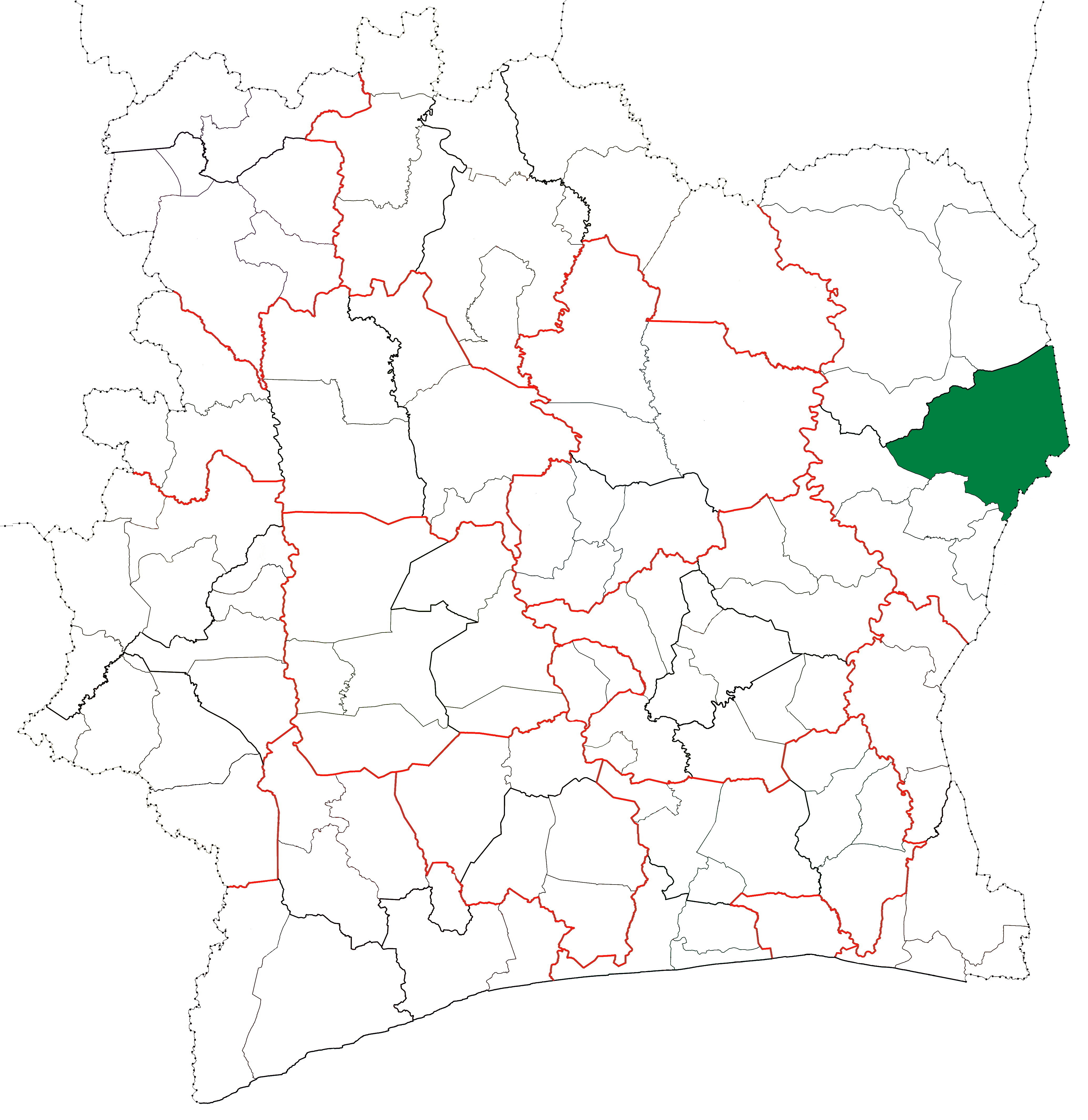

邦杜庫省（Bondoukou Department），是科特迪瓦的省份，位於該國東北部贊贊區，由貢圖戈大區負責管轄，首府設於邦杜庫，成立於1969年，面積9,978平方公里，2014年時人口為333,707人，人口密度為每平方公里33人。